# Epirrhoe excentricata
Epirrhoe excentricata är en fjärilsart som beskrevs av Alphéraky 1892. Epirrhoe excentricata ingår i släktet Epirrhoe och familjen mätare. Inga underarter finns listade i Catalogue of Life.